# Имперское министерство внутренних дел
Имперское министерство внутренних дел (нем. Reichsministerium des Innern) — одно из министерств Германии в 1919-1945 гг.

## История
Имперское министерство внутренних дел существовало до прихода в 1933 году НСДАП к власти в Германии, являясь одним из наиболее важных государственных учреждений Германии. Однако важность министерства несколько умалялась тем, что ему в отличие от большинства европейских стран не подчинялась полиция, находившаяся в ведении земельных правительств.
Портфель министра внутренних дел был одним из трёх, который получили нацисты при формировании кабинета Гитлера 30 января 1933 года. Его тогда получил руководитель фракции НСДАП в Рейхстаге Вильгельм Фрик.
Роль Имперского министерства внутренних дел особенно возросла после того, как 30 января 1934 года суверенные права земель Германии были переданы Рейху, земельные правительства подчинены центру, а имперские наместники — ИМВД. «Отныне земельные власти становятся всего лишь административными единицами рейха», — заявил тогда Вильгельм Фрик. После этого в системе ИМВД был сформирован отдел полиции, во главе которого 11 мая 1934 года был поставлен один из высших чинов СС, начальник земельной полиции Пруссии, генерал-лейтенант полиции Курт Далюге.
1 ноября 1934 года произошло объединение имперского и прусского министерств внутренних дел. Его центральный аппарат состоял тогда из отделов: 1-й (составление и применение законов), 2-й (кадры и администрация), 3-й (полиция), 4-й (народное здоровье), 5-й (коммунальный), 6-й (германская нация, физическое развитие, вопросы церкви) и 7-й (рабочая служба).
Рейхсминистр внутренних дел имел несколько статс-секретарей: главную роль играл руководящий статс-секретарь, являвшийся постоянным заместителем рейхсминистра; статс-секретарю по вопросам администрации и права подчинялись все административные и правовые службы ИМВД; статс-секретарю по вопросам народного здравия — отделы, занимавшиеся здравоохранением, народным обеспечением и ветеринарией. Кроме того, ранг статс-секретарей имели руководители Имперской рабочей службы и Имперской службы спорта.
С усилением роли СС функции ИМВД стали постепенно ограничиваться, особенно после того, как 17 июня 1936 года рейхсфюрер CC Генрих Гиммлер был назначен шефом германской полиции в ранге статс-секретаря. Хотя «де-юре» Г. Гиммлер подчинялся ИМВД, он, являясь одним из самых влиятельных деятелей нацистской Германии, в том числе рейхсляйтером НСДАП, проводил собственную политику, игнорируя В. Фрика.
Однако некоторое усиление роли ИМВД стало возможным после назначения 30 августа 1939 года В. Фрика генеральным уполномоченным по имперской администрации. После назначения 24 августа 1943 года Г. Гиммлера рейхсминистром внутренних дел, большинство подразделений ИМВД окончательно попало под контроль СС, чиновники министерства получили чины СС.
С фактическим выводом полиции из ведения ИМВД, оно подразделялось на две основные части, каждой из которых руководил статс-секретарь. Вильгельму Штуккарту были подчинены отделы, занимавшиеся административными, правовыми, кадровыми и коммунальными вопросами. Эта часть и составляла собственно ИМВД. Другая часть, во главе со статс-секретарем Леонардо Конти, была фактически министерством здравоохранения и народного обеспечения.

## Структура
Имперское министерство внутренних дел имело следующую структуру:
- Бюро рейхсминистра (Ministerbüro), начальник: министериальдиректор д-р Генрих Дрэгер.
- Центральный отдел: министериальдиректор д-р Вёельке.
- 1-й отдел — Составление и применение законов, начальники: Гельмут Николаи (до 11 марта 1935 года), Вильгельм Штуккарт (11 марта 1935 — 8 мая 1945). Отдел подразделялся на подотделы (Unterabteilung):
- I Организация, начальник: министериальдиригент д-р Франц Медикус;
- I Администрация, начальник: министериальдиригент д-р Вернер Хохе;
- I Юго-Восток, начальник: министериальдиригент д-р Вернер Хохе;
- I BM (Богемия и Моравия), начальник: министериальдиригент Херинг;
- I Восток, начальник: министериальдиригент д-р Георг Хубрих;
- I Запад, начальник: министериальрат д-р Ганс Глобке.
  - Отдел IR — Гражданская оборона, начальник: министериальдиректор Эренсберг. В состав отдела входили подотделы:
    - IR-V (гражданская оборона), начальник: министериальрат Вальтер Якоби;
    - IR-W (военное право), начальник: рейхсрихтер д-р Пабст;
    - IR-S (убытки, причинённые войной), начальник: рейхсрихтер д-р Данкельман.

  - Отдел P — Личный состав, начальники: министериальдиректор д-р Эрвин Шютце (1931—1940), министериальдиректор Ганс фон Хелмс (1 марта 1941 — октябрь 1944). Отдел подразделялся на подотделы:
    - A (чиновники полиции), начальник: министериальдиригент д-р Ганс Фабрициус;
    - B (чиновники высшей службы), начальник: министериальрат Шпейдель;
    - C (чиновники низшей службы), начальник: министериальрат Йэнке.
- 2-й отдел — Чиновничество, учёба и подготовка, начальник: министериальдиректор Альберт Рюдигер. Отдел подразделялся на подотделы:
  - A (законодательство и политика в области чиновничества), начальник: министериальдиригент д-р Йобст фон Шёнфельд;
  - B (жалование), начальник: министериальдиригент Герхард Боммель;
  - C (пенсионный), начальник: профессор д-р Кнейп.
- 3-й отдел — Ветеринарная администрация, начальник: министериальдиректор д-р Фридрих Вебер. Отдел подразделялся на подотделы:
  - A: министериальдиригент д-р Химмель;
  - В: министериальдиригент д-р Мусмейер.
- 4-й отдел — Народное здоровье, начальники: министериальдиректор д-р Артур Юлиус Гютт (19 февраля 1934 — 28 августа 1939), министериальдиректор д-р Роберт Кроп (28 августа 1939 — 8 мая 1945). Отдел подразделялся на подотделы:
  - A (организация, администрация, бюджет), начальник: министериальдиригент д-р Бахман;
  - B (личный состав), начальник: министериальдиригент д-р Кран;
  - C (расовые вопросы), начальник: министериальдиригент д-р Герберт Линден;
  - W (общественное вспомоществование), начальник: министериальрат Рупперт;
  - J (вопросы здоровья молодёжи), начальник: министериальрат Рупперт.
- 5-й отдел — Коммунальная администрация, начальник: министериальдиректор д-р Зурен. Отдел состоял из подотделов:
  - I: министериальдиригент Франц Шантенфро;
  - II: министериальдиригент д-р Фукс.
  - 6-й отдел — Германская нация, физическое здоровье, церковь, начальник: министериальдиректор д-р Эрнст Фоллерт.
- 7-й отдел — Рабочая служба, с июня 1935 года — Имперская рабочая служба, руководитель: Константин Хирль. 25 августа 1943 года была выведена из состава ИМВД и получила статус самостоятельного министерства.
- 8-й отдел — Спорт. Работой отдела, подчинявшегося рейхсшпортфюреру, руководил постоянный заместитель начальника отдела оберегирунгсрат Риттер фон Лекс.

Имперские министры внутренних дел (1933—1945):
- Вильгельм Фрик (30 января 1933 — 20 августа 1943 года)
- Генрих Гиммлер (24 августа 1943 — 29 апреля 1945 года)
- Пауль Гислер (29-30 апреля 1945 года)
- Вильгельм Штуккарт (3 — 23 мая 1945 года)

Руководящие статс-секретари:
- Эрих Цвейерт (до 4 февраля 1934 года)
- Ганс Пфундтнер (1 февраля 1933 — ноябрь 1943 года)

Статс-секретари по вопросам полиции:
- Генрих Гиммлер (17 июня 1936 — 24 августа 1943 года)
- Эрнст Кальтенбруннер (1943—1945)

Статс-секретари по вопросам администрации и права:
- Герберт фон Бисмарк (до 1 ноября 1934 года)
- Людвиг Грауеэрт (1 ноября 1934 — 30 июня 1936 года)
- Вильгельм Штуккарт (30 июня 1936 — 3 мая 1945 года)

Статс-секретари по вопросам народного здоровья:
- Артур Юлиус Гютт (19 февраля 1934 — 28 августа 1939 года)
- Леонардо Конти (28 августа 1939 — 30 апреля 1945 года)

Статс-секретари — Имперские руководители спорта:
- Ганс фон Чаммер унд Остен (1936 — 25 марта 1943 года)
- Карл фон Хальт (1944—1945).

Статс-секретарь — руководитель Имперской рабочей службы:
- Константин Хирль (июнь 1936 — 25 августа 1943 года)

## Здания
Основным зданием Министерства внутренних дел было бывшее здание Генштаба на Кёнигплац (ныне площадь Республики). Кроме бюро рейхсминистра и центрального отдела, в нём находились 1-й, 2-й и 4-й отделы. Во время Второй мировой войны (в частности, во время операции по штурму Рейхстага) это здание было сильно разрушено, а вскоре после войны — снесено. В воспоминаниях о штурме Рейхстага здание МВД иногда ошибочно называется «зданием гестапо» или «домом Гиммлера». В действительности гестапо располагалось на Принц-Альбрехт-Штрассе 8, этот же адрес был официальным почтовым адресом Гиммлера как Рейхсфюрера СС.
5-й, 6-й и 7-й отделы министерства находились по адресу Under den Linden 72-74. Этого здания уже нет, но пристройка с тыльной стороны к этому зданию (по адресу Доротеенштрассе, 93) сохранилась до сих пор.